# Кастельбісбал
Кастельбісба́л (кат. Castellbisbal) - муніципалітет, розташований в Автономній області Каталонія, в Іспанії. Код муніципалітету за номенклатурою Інституту статистики Каталонії - 80543. Знаходиться у районі (кумарці) Бальєс-Уксідантал (коди району - 40 та VC) провінції Барселона, згідно з новою адміністративною реформою перебуватиме у складі Баґарії (округи) Барселона. 

## Населення
Населення міста (у 2007 р.) становить 11.540 осіб (з них менше 14 років - 19,9%, від 15 до 64 - 70,1%, понад 65 років - 10%). У 2006 р. народжуваність склала 176 осіб, смертність - 54 особи, зареєстровано 69 шлюбів. У 2001 р. активне населення становило 5.049 осіб, з них безробітних - 438 осіб.

Серед осіб, які проживали на території міста у 2001 р., 6.325 народилися в Каталонії (з них 1.710 осіб у тому самому районі, або кумарці), 2.445 осіб приїхало з інших областей Іспанії, а 358 осіб приїхало з-за кордону. 

Університетську освіту має 8,6% усього населення. 

У 2001 р. нараховувалося 3.080 домогосподарств (з них 12,5% складалися з однієї особи, 28,4% з двох осіб,24,9% з 3 осіб, 24,2% з 4 осіб, 6,7% з 5 осіб, 2,1% з 6 осіб, 0,6% з 7 осіб, 0,3% з 8 осіб і 0,3% з 9 і більше осіб).

Активне населення міста у 2001 р. працювало у таких сферах діяльності : у сільському господарстві - 0,7%, у промисловості - 40,7%, на будівництві - 7,8% і у сфері обслуговування - 50,7%. 

 У муніципалітеті або у власному районі (кумарці) працює 9.373 особи, поза районом - 2.411 осіб.

### Доходи населення
У 2002 р. доходи населення розподілялися таким чином :
| \| Доходи населення за статтями доходів \| Доходи населення за статтями доходів \| Доходи населення за статтями доходів \| \| Рік \| 2002 р. \| 2001 р. \| \| ------------------------------------ \| ------------------------------------ \| ------------------------------------ \| \| Заробітна платня \| 64,3% \| 64,7% \| \| Доходи від ведення бізнесу \| 24,9% \| 24,9% \| \| Соціальна допомога \| 10,8% \| 10,4% \| |         |         |
| Доходи населення за статтями доходів |         |         |
| Рік | 2002 р. | 2001 р. |
| Заробітна платня | 64,3%   | 64,7%   |
| Доходи від ведення бізнесу | 24,9%   | 24,9%   |
| Соціальна допомога | 10,8%   | 10,4%   |

### Безробіття
У 2007 р. нараховувалося 341 безробітний (у 2006 р. - 368 безробітних), з них чоловіки становили 32,6%, а жінки - 67,4%.

## Економіка
У 1996 р. валовий внутрішній продукт розподілявся по сферах діяльності таким чином :
| \| Валовий внутрішній продукт \| Валовий внутрішній продукт \| Валовий внутрішній продукт \| \| Рік \| 1996 р. \| 1991 р. \| \| -------------------------- \| -------------------------- \| -------------------------- \| \| Сільське господарство \| 0,4% \| 0,4% \| \| Промисловість \| 77,4% \| 84,6% \| \| Будівництво \| 4% \| 3,1% \| \| Послуги \| 18,2% \| 11,9% \| |         |         |
| Валовий внутрішній продукт |         |         |
| Рік | 1996 р. | 1991 р. |
| Сільське господарство | 0,4%    | 0,4%    |
| Промисловість | 77,4%   | 84,6%   |
| Будівництво | 4%      | 3,1%    |
| Послуги | 18,2%   | 11,9%   |

### Підприємства міста

#### Промислові підприємства
| \| Промислові підприємства міста, за сферою діяльності \| Промислові підприємства міста, за сферою діяльності \| Промислові підприємства міста, за сферою діяльності \| \| Рік \| 2002 р. \| 2001 р. \| \| --------------------------------------------------- \| --------------------------------------------------- \| --------------------------------------------------- \| \| Енергетичні та водні ресурси \| 1,9% \| 2,4% \| \| Хімія та метали \| 20,8% \| 20,5% \| \| Переробка металів \| 38,2% \| 38,6% \| \| Продукти харчування \| 7,7% \| 7,6% \| \| Текстиль \| 6,8% \| 7,1% \| \| Виробництво меблів, видання \| 11,1% \| 11% \| \| Інше \| 13,5% \| 12,9% \| \| Усього підприємств \| 207 \| 210 \| |         |         |
| Промислові підприємства міста, за сферою діяльності |         |         |
| Рік | 2002 р. | 2001 р. |
| Енергетичні та водні ресурси | 1,9%    | 2,4%    |
| Хімія та метали | 20,8%   | 20,5%   |
| Переробка металів | 38,2%   | 38,6%   |
| Продукти харчування | 7,7%    | 7,6%    |
| Текстиль | 6,8%    | 7,1%    |
| Виробництво меблів, видання | 11,1%   | 11%     |
| Інше | 13,5%   | 12,9%   |
| Усього підприємств | 207     | 210     |

#### Роздрібна торгівля
| \| Підприємства роздрібної торгівлі міста, за сферою діяльності \| Підприємства роздрібної торгівлі міста, за сферою діяльності \| Підприємства роздрібної торгівлі міста, за сферою діяльності \| \| Рік \| 2002 р. \| 2001 р. \| \| ------------------------------------------------------------ \| ------------------------------------------------------------ \| ------------------------------------------------------------ \| \| Продукти харчування \| 49,2% \| 51,7% \| \| Одяг та взуття \| 11,3% \| 11,7% \| \| Товари для дому \| 9,7% \| 8,3% \| \| Книги та періодичні видання \| 4% \| 4,2% \| \| Промислова хімічна продукція \| 8,9% \| 7,5% \| \| Продукція, пов'язана з транспортними засобами \| 0% \| 0% \| \| Інше \| 16,9% \| 16,7% \| \| Усього підприємств \| 124 \| 120 \| |         |         |
| Підприємства роздрібної торгівлі міста, за сферою діяльності |         |         |
| Рік | 2002 р. | 2001 р. |
| Продукти харчування | 49,2%   | 51,7%   |
| Одяг та взуття | 11,3%   | 11,7%   |
| Товари для дому | 9,7%    | 8,3%    |
| Книги та періодичні видання | 4%      | 4,2%    |
| Промислова хімічна продукція | 8,9%    | 7,5%    |
| Продукція, пов'язана з транспортними засобами | 0%      | 0%      |
| Інше | 16,9%   | 16,7%   |
| Усього підприємств | 124     | 120     |

#### Сфера послуг
| \| Підприємства міста, що працюють у сфері послуг, за діяльністю \| Підприємства міста, що працюють у сфері послуг, за діяльністю \| Підприємства міста, що працюють у сфері послуг, за діяльністю \| \| Рік \| 2002 р. \| 2001 р. \| \| ------------------------------------------------------------- \| ------------------------------------------------------------- \| ------------------------------------------------------------- \| \| Гуртова торгівля \| 25,6% \| 27,4% \| \| Готелі та готельний бізнес \| 10% \| 11,2% \| \| Транспорт та зв'язок \| 28,5% \| 27,2% \| \| Посередницькі фінансові послуги \| 2,2% \| 2% \| \| Послуги підприємствам \| 6,5% \| 5,9% \| \| Послуги фізичним особам \| 14,2% \| 13,8% \| \| Нерухомість та ін. \| 13% \| 12,5% \| \| Усього підприємств \| 508 \| 456 \| |         |         |
| Підприємства міста, що працюють у сфері послуг, за діяльністю |         |         |
| Рік | 2002 р. | 2001 р. |
| Гуртова торгівля | 25,6%   | 27,4%   |
| Готелі та готельний бізнес | 10%     | 11,2%   |
| Транспорт та зв'язок | 28,5%   | 27,2%   |
| Посередницькі фінансові послуги | 2,2%    | 2%      |
| Послуги підприємствам | 6,5%    | 5,9%    |
| Послуги фізичним особам | 14,2%   | 13,8%   |
| Нерухомість та ін. | 13%     | 12,5%   |
| Усього підприємств | 508     | 456     |

## Житловий фонд
У 2001 р. 2,5% усіх родин (домогосподарств) мали житло метражем до 59 м2, 37% - від 60 до 89 м2, 33% - від 90 до 119 м2 і
27,5% - понад 120 м2.

З усіх будівель у 2001 р. 35,6% було одноповерховими, 43,2% - двоповерховими, 16,7
% - триповерховими, 2,9% - чотириповерховими, 1,5% - п'ятиповерховими, 0,1% - шестиповерховими,
0% - семиповерховими, 0% - з вісьмома та більше поверхами.

## Автопарк
| \| Автомобілі, зареєстровані у місті, за призначенням \| Автомобілі, зареєстровані у місті, за призначенням \| Автомобілі, зареєстровані у місті, за призначенням \| \| Рік \| 2006 р. \| 2005 р. \| \| -------------------------------------------------- \| -------------------------------------------------- \| -------------------------------------------------- \| \| Приватні автомобілі \| 59,1% \| 63,7% \| \| Мотоцикли \| 8,9% \| 8,5% \| \| Вантажівки \| 17,5% \| 17,9% \| \| Трактори \| 2,4% \| 2,5% \| \| Автобуси та ін. \| 12,1% \| 7,4% \| \| Усього автомобілів \| 9.794 шт. \| 8.773 шт. \| |           |           |
| Автомобілі, зареєстровані у місті, за призначенням |           |           |
| Рік | 2006 р.   | 2005 р.   |
| Приватні автомобілі | 59,1%     | 63,7%     |
| Мотоцикли | 8,9%      | 8,5%      |
| Вантажівки | 17,5%     | 17,9%     |
| Трактори | 2,4%      | 2,5%      |
| Автобуси та ін. | 12,1%     | 7,4%      |
| Усього автомобілів | 9.794 шт. | 8.773 шт. |

## Вживання каталанської мови
У 2001 р. каталанську мову у місті розуміли 95,1% усього населення (у 1996 р. - 94,9%), вміли говорити нею 73,4% (у 1996 р. - 
73,7%), вміли читати 73,9% (у 1996 р. - 70,2%), вміли писати 48,5
% (у 1996 р. - 44,3%). Не розуміли каталанської мови 4,9%.

## Політичні уподобання
У виборах до Парламенту Каталонії у 2006 р. взяло участь 4.317 осіб (у 2003 р. - 4.480 осіб). Голоси за політичні сили розподілилися таким чином:
| \| Вибори до Парламенту Каталонії \| Вибори до Парламенту Каталонії \| Вибори до Парламенту Каталонії \| \| Рік \| 2006 р. \| 2003 р. \| \| -------------------------------------- \| ------------------------------ \| ------------------------------ \| \| Конвергенція та Єднання (CiU) \| 30,6% \| 28,8% \| \| Соціалістична партія Каталонії (PSC) \| 28,6% \| 34,3% \| \| Народна партія (PP) \| 11% \| 12,1% \| \| Ініціатива за зелену Каталонію (IC) \| 9,9% \| 7,6% \| \| Республіканська лівиця Каталонії (ERC) \| 14,4% \| 15,9% \| \| Громадянська партія (C's) \| 3,1% \| 0% \| \| Інші \| 2,3% \| 1,4% \| |         |         |
| Вибори до Парламенту Каталонії |         |         |
| Рік | 2006 р. | 2003 р. |
| Конвергенція та Єднання (CiU) | 30,6%   | 28,8%   |
| Соціалістична партія Каталонії (PSC) | 28,6%   | 34,3%   |
| Народна партія (PP) | 11%     | 12,1%   |
| Ініціатива за зелену Каталонію (IC) | 9,9%    | 7,6%    |
| Республіканська лівиця Каталонії (ERC) | 14,4%   | 15,9%   |
| Громадянська партія (C's) | 3,1%    | 0%      |
| Інші | 2,3%    | 1,4%    |

У муніципальних виборах у 2007 р. взяло участь 4.916 осіб (у 2003 р. - 4.874 особи). Голоси за політичні сили розподілилися таким чином:
| \| Муніципальні вибори \| Муніципальні вибори \| Муніципальні вибори \| \| Рік \| 2007 р. \| 2003 р. \| \| -------------------------------------- \| ------------------- \| ------------------- \| \| Конвергенція та Єднання (CiU) \| 16% \| 21,1% \| \| Соціалістична партія Каталонії (PSC) \| 31,7% \| 19,6% \| \| Народна партія (PP) \| 5,1% \| 3,9% \| \| Ініціатива за зелену Каталонію (IC) \| 3,9% \| 5,4% \| \| Республіканська лівиця Каталонії (ERC) \| 5,8% \| 6% \| \| Громадянська партія (C's) \| 0% \| 0% \| \| Інші \| 37,5% \| 44% \| |         |         |
| Муніципальні вибори |         |         |
| Рік | 2007 р. | 2003 р. |
| Конвергенція та Єднання (CiU) | 16%     | 21,1%   |
| Соціалістична партія Каталонії (PSC) | 31,7%   | 19,6%   |
| Народна партія (PP) | 5,1%    | 3,9%    |
| Ініціатива за зелену Каталонію (IC) | 3,9%    | 5,4%    |
| Республіканська лівиця Каталонії (ERC) | 5,8%    | 6%      |
| Громадянська партія (C's) | 0%      | 0%      |
| Інші | 37,5%   | 44%     |